# Elezioni statali in Baviera del 2013
Le elezioni statali in Baviera del 2013 si sono tenute il 15 settembre. Esse hanno visto la vittoria dell'Unione Cristiano-Sociale di Horst Seehofer, che è stato eletto Presidente sostenuto da una maggioranza assoluta del suo partito all'interno dell'Assemblea statale.

## Risultati elettorali
|         |                                             |            |       |       |
| Partito | Partito                                     | Voti       | %     | Seggi |
|         | Unione Cristiano-Sociale (CSU)              | 5.632.272  | 47,7% | 101   |
|         | Partito Socialdemocratico di Germania (SPD) | 2.436.515  | 20,6% | 42    |
|         | Liberi Elettori (FW)                        | 1.062.244  | 9,0%  | 19    |
|         | Alleanza 90/I Verdi (Grünen)                | 1.018.652  | 8,6%  | 18    |
|         |                                             |            |       |       |
|         | Partito Liberale Democratico (FDP)          | 389.584    | 3,3%  | 0     |
|         | La Sinistra (Die Linke)                     | 251.086    | 2,1%  | 0     |
|         | Partito Bavarese (BP)                       | 247.282    | 2,1%  | 0     |
|         | Partito Ecologico-Democratico (ÖDP)         | 239.235    | 2,0%  | 0     |
|         | Partito Pirata (Piraten)                    | 234.221    | 2,0%  | 0     |
|         | I Repubblicani (REP)                        | 117.633    | 1,0%  | 0     |
|         | Partito per la Franconia (Die Franken)      | 87.237     | 0,7%  | 0     |
|         | Partito Nazionaldemocratico (NDP)           | 74.895     | 0,6%  | 0     |
|         | Altri                                       | 22.019     | 0,2%  | 0     |
| Totale  | Totale                                      | 11.812.965 | 100%  | 180   |